# Trollesund
Trollesund er en fiktiv norsk havn i Philip Pullman trilogi Det gyldne kompas.
Trollesund er den vigtigste havn i det land, Lapland, som Lyra og jypsierne besøger på deres rejse til Bolvangar.
Landsbyen har en heksekonsul, som jypsierne gik til for at bede om hjælp fra heksene i løbet af deres rejse. Desuden boede der 2 personer af interesse i byen; den ene er luftskipperen (og guldgraveren) Lee Scoresby, der er strandet i byen som resultat af en mislykkedes ekspedition og panserbjørnen Iorek Byrnison, der arbejder som smed, efter byfolkene narrede ham ud af sin rustning ved hjælp af alkohol.